# Мало-Крестовский мост
Ма́ло-Кресто́вский мост — автодорожный железобетонный рамный мост через Крестовку в Петроградском районе Санкт-Петербурга. Соединяет Каменный и Крестовский острова. Один из наиболее ярких примеров архитектуры мостов 1960-х годов в Ленинграде. Объект культурного наследия России регионального значения. 

## Расположение
Расположен по оси проспекта Динамо.
Ближайшие станции метрополитена — «Крестовский остров» (≈1500 м), «Чкаловская» (≈1700 м)

## Название
С 1836 года мост назывался Крестовским или Каменно-Крестовским — по островам, которые он соединял. С 1860 года мост стал называться Малым Крестовским (Большим Крестовским стал мост через Малую Невку). С 1920-х годов за мостом закрепилось существующее название.

## История
Около 1817 года на этом месте наведён наплавной плашкоутный мост. В 1842 году сооружён деревянный пятипролётный ригельно-подкосный мост. Проект был составлен двумя авторами, один из них — поручик Плессов. Мост неоднократно ремонтировался в дереве с сохранением подкосной конструкции: в 1866, 1870, 1893 (работы выполнялись под руководством инженера Н. М. Мазурова) годах. К 1903 году длина моста составляла 74,7 м, ширина — 10,7 м.
В 1940—1941 годах мост перестроен в трёхпролётный, с металлическими балками на деревянных свайных опорах и устоях. К 1960 году состояние деревянных конструкций моста привело к необходимости сооружения капитального моста, подмостовой судоходный габарит которого должен был обеспечить беспрепятственное прохождение спортивных судов. В 1961—1962 годах сооружён новый железобетонный мост по проекту инженера института «Ленгипроинжпроект» Ю. Л. Юркова и архитектора Л. А. Носкова. Строительство моста осуществляло СУ-2 треста «Ленмостострой» под руководством главного инженера Л. Ф. Полякова и старшего производителя работ А. А. Соколова.

## Конструкция
Мост однопролётный железобетонный рамный. Река перекрыта двухшарнирной рамой с наклонными стойками (типа «бегущая лань») с расчётным пролётом 46 м и стрелкой 4м (кривизна — 1:11,5). По внешнему виду и характеру работы конструкция схожа с арочным мостом с дисковыми арками. В узлах примыкания ригеля рам к стойкам на рамы опираются береговые балочные пролётные строения, другим концом опирающиеся на устои. Балочные пролётные строения состоят из 20 преднапряжённых железобетонных балок таврового сечения, уложенных полкой вниз. Образующиеся полости между стенками засыпаны керамзитобетоном. Устои моста массивные, из монолитного железобетона на свайном основании (деревянные сваи). Общая длина моста составляет 56 м, ширина — 13 м.
Мост предназначен для движения автотранспорта и пешеходов. Проезжая часть моста включает в себя 2 полосы для движения автотранспорта. Покрытие проезжей части и тротуаров — асфальтобетон. Тротуары отделены от проезжей части гранитным поребриком. Перильное ограждение металлическое простого рисунка, завершается на устоях гранитными парапетами.